# Galium pusillosetosum
Galium pusillosetosum là một loài thực vật có hoa trong họ Thiến thảo. Loài này được H.Hara mô tả khoa học đầu tiên năm 1976.